# Самоа (Каліфорнія)
Самоа (англ. Samoa) — переписна місцевість (CDP) в США, в окрузі Гумбольдт штату Каліфорнія. Населення — 229 осіб (2020).

## Географія
Самоа розташована за координатами 40°48′53″ пн. ш. 124°11′21″ зх. д. / 40.81472° пн. ш. 124.18917° зх. д. (40.814609, -124.189215).  За даними Бюро перепису населення США в 2010 році переписна місцевість мала площу 2,17 км², уся площа — суходіл.

## Демографія
Згідно з переписом 2010 року, у переписній місцевості мешкало 258 осіб у 91 домогосподарстві у складі 47 родин. Густота населення становила 119 осіб/км².  Було 98 помешкань (45/км²).
Расовий склад населення:
| - 76,7 % — білих - 3,5 % — корінних американців - 0,4 % — чорних або афроамериканців - 12,0 % — осіб інших рас |

До двох чи більше рас належало 7,4 %. Частка іспаномовних становила 20,2 % від усіх жителів.
За віковим діапазоном населення розподілялося таким чином: 18,2 % — особи молодші 18 років, 78,3 % — особи у віці 18—64 років, 3,5 % — особи у віці 65 років та старші. Медіана віку мешканця становила 28,1 року. На 100 осіб жіночої статі у переписній місцевості припадало 126,3 чоловіків;  на 100 жінок у віці від 18 років та старших — 137,1 чоловіків також старших 18 років.
Середній дохід на одне домашнє господарство  становив 44 894 долари США (медіана — 39 583), а середній дохід на одну сім'ю — 42 635 доларів (медіана — 41 250). За межею бідності перебувало 34,3 % осіб, у тому числі 11,1 % дітей у віці до 18 років та 0,0 % осіб у віці 65 років та старших.
Цивільне працевлаштоване населення становило 140 осіб. Основні галузі зайнятості: освіта, охорона здоров'я та соціальна допомога — 22,9 %, науковці, спеціалісти, менеджери — 20,7 %, мистецтво, розваги та відпочинок — 18,6 %.